# Albano Janku
Albano Janku (Tirana, 13 agosto 1967) è un ex arbitro di calcio albanese.

## Carriera
Internazionale dal 2002 al 2010. Attivo quasi esclusivamente a livelli giovanili, ha diretto molto di frequente partite tra nazionali Under-21, valide come qualificazioni agli europei di categoria. Oltre a ciò, gli sono stati affidati turni preliminari di quella che era la Coppa UEFA, oggi Europa League.
Il suo esordio internazionale in gare tra nazionali maggiori è  San Marino - Cipro 0-1, giocata il 22 agosto 2007 e valida per le qualificazioni agli Europei del 2008.
È stato un arbitro UEFA di quarta categoria.